# Cirsotrema pilsbryi
Cirsotrema pilsbryi is een slakkensoort uit de familie van de Epitoniidae. De wetenschappelijke naam van de soort is voor het eerst geldig gepubliceerd in 1940 door McGinty.